# Ледань (река)
Ледань (укр. Ледань) — левый приток рукава реки Десны, протекающий по Черниговскому району (Черниговская область, Украина).   

## География
Длина — 4,5 км. Бассейн — н/д км². 
Русло сильно-извилистое с крутыми поворотами (меандрированное). Река в нижнем течении трансформировалась фактически в озеро. Долина реки сливается с долиной Десны. Водотоком в нижнем течении связывается с рекой Быстрая. 
Река берёт начало северо-западнее села Уборки. Река течёт на восток. Впадает в рукав реки Десна северо-восточнее села Уборки.
Пойма частично занята заболоченными участками с лугами и кустарниками, лесами (лесополосами). Лес поймы нижнего течения реки входит в состав ботанического заказника Ледань площадью 211 га.
Нет крупных притоков, впадают небольшие ручьи.
Населённые пункты на реке (от истока к устью): нет